# 中山星香
中山星香（1954年3月6日—），日本漫畫家，岡山縣倉敷市出身。首開少女向奇幻風格，代表作為《妖精國騎士》。

## 經歷
生於岡山縣岡山市，在倉敷市成長，岡山縣立倉敷青陵高等學校畢業後去東京發展，擔任助手和參加同人誌創作。1977年以〈ヤーケウッソ物語〉投稿至秋田書店正式出道。
2008年以《妖精國騎士》榮獲第37屆日本漫畫家協會賞之優秀賞。

## 筆名
出道前曾以「矢吹れいこ」之名為中學生刊物畫封面，筆名「中山」的由來是作者家族經營的商行名稱「中山青果」（現為倉敷大果）。

## 作品
- “三劍物語”系列
  1. 妖精國騎士、全54冊（文庫版全27冊）、原名
    - 《》、全1冊（暫無中文版）
    - 《》、全3冊（暫無中文版）

  2. 神劍光之國、全1冊、原名
  3. 、預定連載

- “花冠龍之國”系列
  1. 花冠龍之國、全13冊（文庫版全7冊）、原名
  2. 、全10冊（暫無中文版）

其它
長鴻
- 空之迷宮、全3冊、原名
- 銀青鳥騎士、全2冊、原名
- 魔法師的假日、全1冊、原名《魔法使いたちの休日》
- 夏日的人魚公主、全1冊
- 仙杜拉的舞鞋、全1冊
- 嗨，请进、全1冊
- 搖滾王子、全1冊
- 超能力轉學生、全1冊
- 花園戀舞曲、全1冊
- 幸福銀鳥、全1冊
- 夢幻妖精、全1冊、原名《ファンタムーシュ》

東立
- 第七號少年、全1冊、原名
- 化身之都、全1冊、原名
- 棒球甜心、全1冊
- 招魔的旋律、全1冊
- 水底的戀人、2冊待續、原名

## 外部連結
- 中山星香 公式サイト （页面存档备份，存于）